# Anelaphus lingafelteri
Anelaphus lingafelteri es una especie de escarabajo longicornio del género Anelaphus, categorizada en la tribu Elaphidiini, de la subfamilia Cerambycinae. Fue descrita por Touroult en 2014.

## Descripción
Mide 9,5-14,5 mm de longitud.

## Distribución
Se distribuye por Granada y San Vicente.